# Benita Ferrero-Waldner
Benita Ferrero-Waldner (Salzburgo, 5 de septiembre de 1948) es una política austriaca afiliada al conservador Partido Popular de Austria (ÖVP).

## Biografía

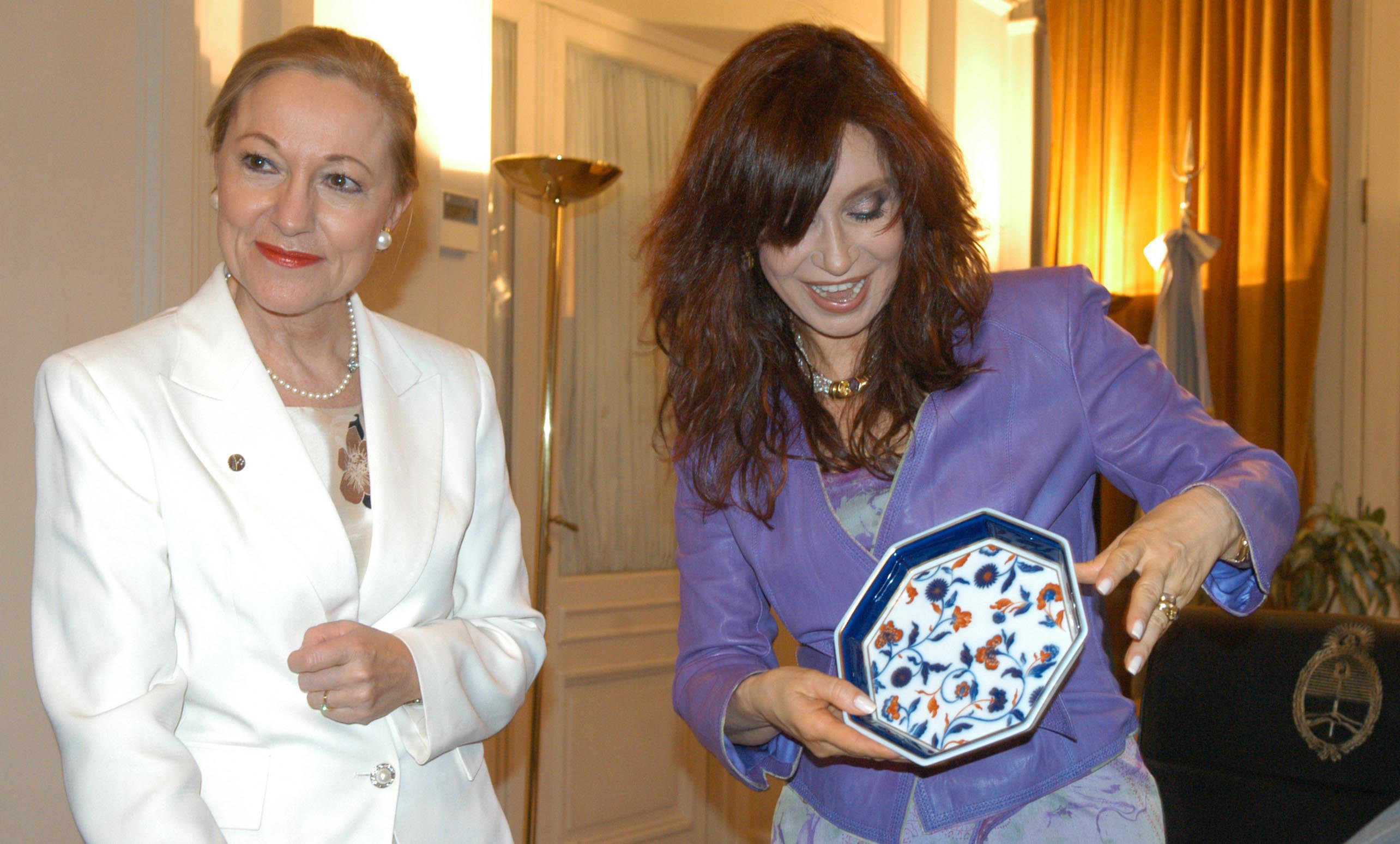
Benita Ferrero Waldner (izq.) junto a Cristina Fernández de Kirchner, en aquel momento senadora argentina.

Empezó trabajando en el sector privado, para pasarse a la diplomacia en 1984 como jefa de protocolo del Secretario General de Naciones Unidas, Boutros Boutros-Ghali. Desde 1995 a 2000 fue Secretaria de Estado bajo los gobiernos socialdemócratas de Franz Vranitzky y Viktor Klima. Cuando Wolfgang Schüssel fue elegido Canciller de Austria a principios de 2000, Ferrero-Waldner se convirtió en Ministra de Asuntos Exteriores, un puesto que mantuvo hasta octubre de 2004, siendo sucedida por Ursula Plassnik.
En enero de 2004 se anunció la intención de Ferrero-Waldner de competir por el puesto de Presidente de Austria, sustituyendo a Thomas Klestil, teniendo como único oponente a Heinz Fischer. Su candidatura fue apoyada por el ÖVP, pero el socialdemócrata Fischer ganaría las elecciones el 25 de abril de 2004, recibiendo el 52,4% de los votos frente al 47,6%. Tras la derrota electoral, es nombrada en julio de 2004 Comisaria Europea por Austria en la Comisión Barroso, sustituyendo a Franz Fischler. En un primer momento, ocupa la cartera de Relaciones Exteriores y Política Europea de Vecindad, pero con la creación del Alto Representante de la Unión Europea para Asuntos Exteriores y Política de Seguridad pasa a ser Comisaria de Comercio, Política Europea de Vecindad y Oficina de Cooperación Europaid hasta 2010.
Desde julio de 2014 hasta mayo de 2019 fue Socia del Despacho Cremades & Calvo-Sotelo Abogados.
Está casada con el español onteniense Francisco Ferrero Campos, director del Instituto Cervantes en su sede de Bruselas.

## Literatura
- Ewald König: Benita. Where there is a will, there is a way. Experiences of the European and Cosmopolitan Benita Ferrero-Waldner'', Böhlau Verlag Wien/Köln/Weimar 2017, ISBN 978-3-205-206200